# Трамвај у Ници
Трамвај у Ници (фр. Tramway de Nice) је тролинијски трамвај у граду Ници.
Отворен 24. новембра 2007., заменио је аутобуске линије 1, 2, 5 и 18. Од почетка, систем је имао 20 трамваја у служби, обезбеђујући трамвај сваких седам минута. Од оснивања, број путника се повећао са 70.000 дневно 2008. на 90.000 дневно у 2011. години. Фреквенција се постепено повећавала на трамвај свака четири минута 2011. године.
С обзиром на успех линије Т1, градоначелник Кристијан Естроси одлучио је да направи додатне линије. Линија Т2 опслужује аеродром Ница на западу кроз изградњу мултимодалног центра и луку Ница на истоку. Ова линија пролази кроз тунел у центру Нице. Предлаже се будуће проширење линије дуж долине Вар. Предлаже се још једно проширење, које иде западније од аеродрома, преко Вара. 

## Историја

### 1900–1953
Први трамвај у Ници је стигао 1879., електрификован је 1900., а 1906. је уследила мрежа одељења. Цела мрежа је електрификована 1910. Двадесетих година прошлог века мрежа је имала 11 линија, од којих су неке биле делимично коришћене за робу. транспорт. Међутим, трамвај је критикован и замењен је аутобусима на неким линијама почевши од 1927. Последњи трамвај у Ници је престао да ради 10. јануара 1953.

### Обнова
Као и многи други француски градови, Ница има велике саобраћајне проблеме, укључујући и чињеницу да је већина економских активности концентрисана у центру. Да би се ови проблеми превазишли, 1987. су спроведене студије о имплементацији транзита у наменским тракама. Град Ница је почео да примењује наменске аутобуске траке 1997., а студију о имплементацији трамвајске линије покренуо је 1998.
Трамваји су изабрани зато што су изгледали поузданији од аутобуса, јер нису подложни хировима саобраћаја, али су јефтинији од линије метроа. Трамвај је 2003. проглашен јавним комуналним предузећем и исте године је почео са радом; Линија је пуштена у рад 24. новембра 2007. након неколико недеља техничких испитивања, иако изградња није у потпуности завршена.
У месецима након покретања трамваја дневно је било између 65.000 и 70.000 путника; да би број порастао на 90.000 до јануара 2011.

## Мрежа
Трамвајска мрежа у Ници је дизајниран да опслужује већину становништва Нице. Како се град налази на брдовитом терену уз море, прва трамвајска линија је уцртана у облику слова У, која пролази кроз центар града.
| Линија  | Отварање     | Дужина    | Станице |
| ------- | ------------ | --------- | ------- |
| Т1      | 2008         | 0 9.15 км | 22      |
| Т2      | 2018 (+2019) | 11.3 км   | 20      |
| Т3      | 2019         | 0 7 км    | 11      |
| УКУПНО: | УКУПНО:      | 27.5 км   | 53      |

## Напајање
Трамвај у Ници је првобитно требало да користи систем треће шине за напајање на нивоу земље који је користио трамвај у Бордоу. Међутим, овај план је модификован у корист хибридног система где трамвај може да ради на оба конвенционална надземна напајања користећи пантограф (у већем делу подземних и централних градских делова Нице), као и на - никл-метал хидридне батерије без пантографа.  Трамвајске станице су опремљене контактним тракама за пуњење које се налазе испод места заустављања трамваја (погледати слику), са пратећим батеријама/суперкондензаторима које се виде на платформи станице. 